# Уильямсон, Дэвид (драматург)

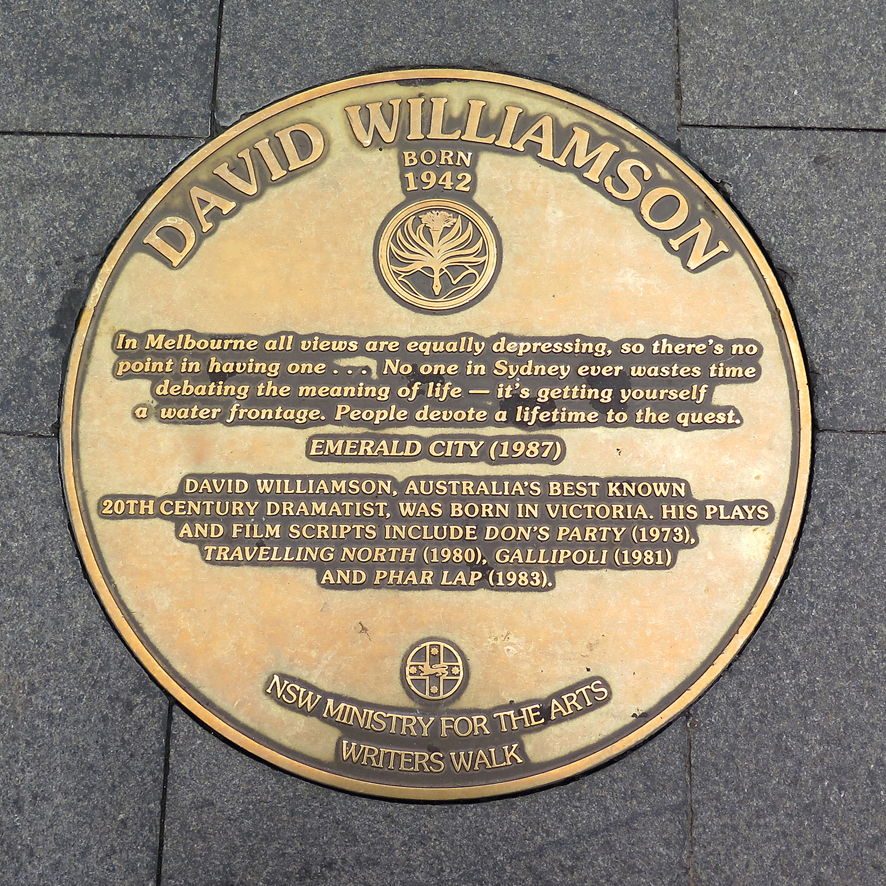
Мемориальная доска в рамках серии «Прогулка писателей Сиднея» на Круговая набережная (Сидней) в честь Дэвида Уильямсона с цитатой из пьесы «Изумрудный город»

Дэвид Уильямсон (англ. David Keith Williamson, род. 24 февраля 1942[…], Мельбурн) — австралийский драматург, также автор сценариев и телепьес. Он стал известен в начале 1970-х годов благодаря своей политической комедийной драме «Партия Дона», а также другим известным пьесам, включая «Клуб», «Путешествие на север» и «Изумрудный город».

## Юные годы и образование
Дэвид Уильямсон родился в Мельбурне, штат Виктория, в 1942 году и вырос в Бэрнсдейле. Первоначально он изучал машиностроение в Мельбурнском университете с 1960 года, но оставил учёбу и окончил Университет Монаша, получив степень бакалавра инженерных наук в 1965 году. Его ранние шаги в театре были связаны с работой в качестве актёра и автора скетчей для Engineers’ Revue в театре Union Theatre Мельбурнского университета в обеденное время в начале 1960-х годов, а также с работой в качестве автора сатирических зарисовок для студенческих обзоров Университета Монаша и театральной компании Emerald Hill.
После непродолжительной работы инженером-конструктором в компании GM Holden в 1966 году Уильямсон стал преподавателем машиностроения и термодинамики в Технологическом университете Суинберна (тогда Техническом колледже Суинберна), одновременно изучая социальную психологию в аспирантуре Мельбурнского университета. В 1970 году он получил степень магистра гуманитарных наук по психологии, а затем продолжил аспирантские исследования в области социальной психологии. Позднее Уильямсон читал лекции по социальной психологии в Суинберне, где он оставался до 1972 года.

## Карьера
Уильямсон впервые обратился к написанию пьес и исполнению их в 1967 году в театральной компании La Mama Theatre Company и Pram Factory и обрёл известность в начале 1970-х годов, благодаря таким работам, как «Партия Дона» (позже экранизированная в 1976 году) — комическая драма, действие которой происходит во время федеральных выборов 1969 года; и «Переселенцы» (1971). Он также участвовал в написании сценариев для фильмов «Галлиполи» (1981) и «Год опасной жизни» (1982). Творчество Уильямсона как драматурга сосредоточено на темах политики, преданности и семьи в современной городской Австралии, особенно в двух её крупнейших городах: Мельбурне и Сиднее.
Среди его основных сценических работ — «Клуб», «Департамент», «Путешествие на север», «Перфекционист», «Изумрудный город», «Деньги и друзья» и «Блестящая ложь».
Среди последних работ — «Мёртвые белые мужчины», сатирический подход к постмодернизму и университетской этике; «Хватайте всё», в лондонской премьере которой главную роль сыграла Мадонна; и трилогия о Джеке Мэннинге («Лицом к лицу», «Беседа», «Благотворительное намерение»), в основу которой легли общественные конференции — новая форма восстановительного правосудия, которой Уильямсон заинтересовался в конце 1990-х и начале 2000-х годов.
В последние годы он чередовал работу на больших сценах (включая Soul Mates, Amigos и Influence — все премьеры состоялись в Sydney Theatre Company) и на небольших сценах (включая трилогию Мэннинга, Flatfoot и Operator, премьера которой состоялась в Ensemble Theatre).
В 2005 году он объявил о своём уходе из постановок на главной сцене, хотя продолжал писать новые пьесы для главной сцены, многие из которых были поставлены совместно с Ensemble Theatre. У него была серьёзная проблема со здоровьем — сердечная аритмия, из-за которой ему приходилось часто госпитализироваться. Операция решила эту проблему, но в 2009 году у него случился лёгкий инсульт, от которого он полностью оправился.
В 2007 году был снят моноспектакль «Дар Лотты» с Карин Шаупп в главной роли, в котором прослеживается путь самой Шаупп, а также жизни её матери и бабушки (Лотты, о которой идёт речь в названии спектакля). 
В 2021 году издательство HarperCollins опубликовало его мемуары «Домашние истины». Рецензируя книгу для The Sydney Morning Herald, Питер Крейвен написал: «Он производит впечатление приятного, но несовершенного человека, у которого не больше слепоты, чем у людей менее талантливых».

## Личная жизнь
Уильямсон женат на Кристин Уильямсон (сестре независимого кинорежиссёра Криса Лёвена), у них есть дома в Сиднее и Саншайн-Косте в Квинсленде. У них пять взрослых детей